# カソードルミネッセンス
カソードルミネッセンス (英: Cathodoluminescence) とは、電子が蛍光体などの発光物質に衝突したときに可視光波長の光子を放出するような光学的・電磁気学的現象である。身近な例としては、テレビのブラウン管の内表面に塗られた蛍光体に走査電子線が衝突することにより発光する現象が挙げられる。カソードルミネッセンスは、光子により電子の放出が起こる光電効果の逆過程である。

カソードルミネッセンス系の素描。電子線は、集光した光を分光器に導くための放物面鏡に空けられた小さな開口を通る。CCDもしくは光電子増倍管 (PMT) によりそれぞれ並列検出および単色検出が行なわれる。同時に、電子線誘起電流 (EBIC) 信号を記録することもある。

## カソードルミネッセンスの起源
半導体中の発光は伝導帯の電子が価電子帯の正孔と再結合する結果として生じる。この遷移における余剰エネルギーが光子の形を取って放出されることがある。光子のエネルギー（色）と、フォノンではなく光子が放出される確率は、材質や純度、欠陥の有無に依存する。しかし、まず電子が価電子帯から伝導帯に励起される必要がある。カソードルミネッセンスの場合、半導体への高エネルギー電子線の入射の結果として発光現象が生じる。しかし、これらの一次電子は電子を直接励起するには高すぎるエネルギーを持っている。その代わり、結晶中における一次電子の非弾性散乱により放出される二次電子やオージェ電子、X線、がさらに散乱されることがある。このような連鎖反応により入射電子1個あたり多くて 103 個の二次電子が生じる。これらの二次電子がバンドギャップの三倍ほどの運動エネルギーを持つような場合 {\displaystyle (E_{kin}\approx 3E_{g})}、価電子帯の電子を伝導帯へと励起することがある。余剰エネルギーはフォノンに渡され、したがって格子が熱される。電子線による励起の長所の一つは、フォトルミネセンスの場合のように入射光のエネルギーにより調べることのできるバンドギャップエネルギーが制限されたりしないということである。したがって、カソードルミネッセンスの場合調査対象の「半導体」は、実際には非金属であればほとんど何でもよいということになる。バンド構造の言葉を使えば、古典的半導体、絶縁体、セラミックス、宝石、鉱石、ガラスを同じように扱うことができる。

## カソードルミネッセンス顕微法
地質学、鉱物学、物質科学、半導体工学において、カソードルミネッセンス検出器もしくは光学カソードルミネッセンス顕微鏡を付け加えた走査型電子顕微鏡を半導体、岩石、セラミックス、ガラスなどの内部構造を調べ、材料の組成や成長、品質を調べるのに使うことがある。

### 走査型電子顕微鏡におけるカソードルミネッセンス
このような装置では、焦点を合わせられた電子線が試料に入射し、放射された光を楕円鏡などの光学系で集める。そこから、光ファイバーにより顕微鏡の外にまで光は導かれ、モノクロメータによって波長毎に分離され、その上で光電子増倍管により検出される。顕微鏡の電子線を X-Y パターンに沿って走査し、各点からの放射光を調べることにより試料の光学活性マップを得ることができる（カソードルミネッセンス撮像）。そうではなく、固定された点もしくは領域からの放射光の波長依存性を計測して、スペクトル特性を記録することもできる（カソードルミネッセンス分光）。さらには、光電子増倍管の代わりにCCDカメラを用いることによりマップの各点についてスペクトル全体を得ることができる（ハイパースペクトル撮像）。その上、光学特性は電子顕微鏡の観測対象の構造特性と相関させることができる。
電子顕微鏡ベースの技術の第一の長所は空間分解能である。走査型電子顕微鏡では、数十ナノメートルオーダーの分解能が達成可能である一方、（走査）透過型電子顕微鏡ではナノメートルサイズの特徴を見分けることができる。加えて、ビームブランカーやパルス電子源を用いて電子線をナノ秒・ピコ秒パルスに「ぶつ切り」にすればナノ秒からピコ秒領域の時間分解能をもつ計測を行うことができる。このような先進的手法は量子井戸や量子ドットなどの低次元半導体構造を調査する際に有用である。
カソードルミネッセンス検出器を備えた電子顕微鏡が高い倍率を与える一方で、光学カソードルミネッセンス顕微鏡は接眼鏡から直接可視光による像を見ることができるという利点がある。より最近開発された系では両者の利点を同時に得るため、光学顕微鏡と電子顕微鏡の両方を組込むことを試みている。

## カソードルミネッセンスの派生的応用
GaAs や GaN などの直接バンドギャップ半導体はこの技術により最も簡単に調べることができるが、カソードルミネッセンスの放射が弱いケイ素などの間接半導体も調査することができる。特に、転移を起こしたケイ素のルミネセンスは無垢のケイ素のものとは違うので、集積回路中の欠陥をマッピングすることもできる。
近年、電子顕微鏡で行なわれるカソードルミネッセンスにより金属ナノ粒子の表面プラズモン共鳴をも調べられるようになってきた。金属ナノ粒子の表面プラズモンは光を放射・吸収することができるが、半導体中における放射・吸光とは過程が異なる。同様に、カソードルミネッセンスを平面誘電フォトニック結晶およびナノ構造フォトニック材料の局所状態密度をマッピングするのに使うこともできる。